# 河南广播电视台乡村频道
河南广播电视台乡村频道，原名河南广播电视台新农村频道，是中华人民共和国河南广播电视台下属的一个电视频道，2006年6月9日开播。

## 简介
频道以「服务三农，关注农村、关心农业、关爱农民、关怀农村工作者」为主要定位，为农业、农村、农民以及相关工作者提供时政、市场、科技资讯以及文化娱乐、影视戏曲、法制等服务。频道全天24小时播出。
2020年10月1日，河南广播电视台新农村频道更名为河南广播电视台乡村频道。

## 主要节目
- 《新闻第1线》
- 《村长开汇》
- 《致富招招鲜》
- 《程东院线》
- 《飞歌传情》
- 《宝葫芦动画剧场》
- 《首选剧场》
- 《电影连连看》
- 《乡音剧场》